# Igor Vujačić
Igor Vujačić (serbisch-kyrillisch Игор Вујачић; * 8. August 1994 in Podgorica) ist ein montenegrinischer Fußballspieler.

## Karriere

### Verein
Vujačić begann seine Karriere beim FK Zeta Golubovci. Im September 2011 gab er für die erste Mannschaft Zetas sein Debüt in der Prva Crnogorska Liga. Bis zum Ende der Saison 2011/12 kam er zu zwölf Einsätzen. In der Saison 2012/13 absolvierte er bis zur Winterpause zehn Partien im montenegrinischen Oberhaus. Im Februar 2013 wechselte er nach Serbien zum FK Vojvodina. Bis Saisonende lief er für Vojvodina zweimal in der SuperLiga auf. In der Saison 2013/14 kam er bis zur Winterpause nicht mehr zum Zug.
Im Januar 2014 verließ er Vojvodina daraufhin. Nach drei Monaten ohne Klub wechselte Vujačić im April 2014 nach Polen zu Widzew Łódź, wo er aber nie eingesetzt wurde. Zur Saison 2014/15 kehrte er nach Montenegro zurück und schloss sich dem FK Mogren an. Für Mogren lief er zwölfmal in der Prva Liga auf. Im Januar 2015 kehrte er zu Ligakonkurrent Zeta zurück. In den folgenden viereinhalb Jahren absolvierte er 133 Spiele in Montenegros Oberhaus, in denen er neunmal traf.
Zur Saison 2019/20 wechselte Vujačić ein zweites Mal nach Serbien, diesmal zum FK Partizan Belgrad. In den folgenden vier Jahren lief der Innenverteidiger 94 Mal in der höchsten serbischen Spielklasse auf. Zur Saison 2023/24 wechselte er nach Russland zu Rubin Kasan. In seiner ersten Spielzeit in Tatarstan kam er zu 28 Einsätzen in der Premjer-Liga.

### Nationalmannschaft
Vujačić spielte zwischen 2012 und 2015 für die montenegrinischen U-19- und U-21-Teams. Im November 2018 stand er erstmals im Kader der A-Nationalmannschaft. Sein Nationalteamdebüt gab er anschließend im Juni 2019 in der EM-Qualifikation gegen den Kosovo.